# Bundesstraße 378
Die Bundesstraße 378 (Abkürzung: B 378) ist eine deutsche Bundesstraße in Baden-Württemberg. Ihre Gesamtlänge beträgt 5,1 Kilometer.

## Verlauf
Die B 378 zweigt am nördlichen Ortseingang Müllheims von der hier etwa in Nord-Süd-Richtung verlaufenden B 3 in Richtung Westen nach Neuenburg ab, um nach rund 500 Metern die Rheintalbahn zu überqueren. Ungefähr einen Kilometer weiter westlich zweigt in Richtung Süden der Zubringer zu Müllheims »Gewerbegebiet westlich B 3« ab (K 4946 Richtung Karl Richtberg-Siedlung). Nach ca. zwei weiteren Kilometern erreicht sie Neuenburgs Stadtgrenze. Sie tangiert die ehemalige nördliche Ortsgrenze in einem großen Bogen, um am westlichen Stadtende die Anschlussstelle 65 (Müllheim/Neuenburg) der A 5 zu erreichen. Bei der Überquerung des Altrheins führt die B 378 zur  französischen Staatsgrenze auf der Mitte der Brücke, um dort in die französische Route départementale 39 (D 39) in Richtung Mülhausen überzugehen. Diese überquert zunächst noch den Grand Canal d'Alsace (Rheinseitenkanal) vor dem Ort Chalampé.
In den Jahren 1940 bis 1944 setzte sie sich als Reichsstraße auf französischer Seite in dem unter deutsche Zivilverwaltung gestellten Oberelsass nach Westen bis zur Grenze des Territoire-de-Belfort fort; dabei kreuzte sie bei Mülhausen die damalige Reichsstraße 362.